# Antonio Rukavina
Antonio Rukavina (serbisch-kyrillisch Антонио Рукавина, * 26. Januar 1984 in Belgrad, SR Serbien, SFR Jugoslawien) ist ein ehemaliger serbischer Fußballspieler. Er stand zuletzt beim FK Astana unter Vertrag und spielte für die serbische Nationalmannschaft.

## Laufbahn

### Vereine
Antonio Rukavina begann seine Karriere beim FK Bežanija, für den er bis Ende 2006 in der ersten und zweiten serbischen Liga 55 Spiele bestritt und zwei Tore schoss. Im Januar 2007 wechselte er zum Erstligisten FK Partizan Belgrad. Dort wurde er Mannschaftskapitän. Er bestritt für Partizan 45 Spiele, in denen er drei Tore erzielte. Darüber hinaus wurde er zweimal in der Qualifikation zur Champions League eingesetzt. Er hatte mit Partizan einen Vertrag bis 2011.
Im Januar 2008 wechselte er zum deutschen Bundesligisten Borussia Dortmund, bei dem er einen bis 2012 datierten Vertrag unterschrieb. Sein erstes Pflichtspiel für die Borussia bestritt er am 29. Januar 2008 im DFB-Pokal-Achtelfinale gegen Werder Bremen; sein Bundesligadebüt gab er vier Tage später beim 3:3 in Duisburg. Mit Borussia Dortmund stand Rukavina am 19. April 2008 im DFB-Pokal-Finale in Berlin, das die Mannschaft mit 1:2 gegen den FC Bayern München verlor. In der Hinrunde der Spielzeit 2008/09 kam er nur in den ersten fünf Partien zum Einsatz. Rukavina wurde in Dortmund insgesamt 19-mal in der Liga eingesetzt, fünfmal spielte er im DFB-Pokal und einmal im UEFA-Pokal.
Im Februar 2009 wurde er zunächst bis Saisonende an den Zweitligisten TSV 1860 München ausgeliehen, für den er bis Sommer 2009 15-mal zum Einsatz kam und ein Tor erzielte. Zur Spielzeit 2009/10 wurde Rukavina endgültig verpflichtet und erhielt einen Vertrag bis Sommer 2012. Unter Trainer Ewald Lienen wurde er in dieser Saison Stammspieler auf der Position des rechten Außenverteidigers. Im Gegenzug wechselte Sven Bender nach Dortmund. In der folgenden Spielzeit 2010/11 war Rukavina unter dem neuen Trainer Reiner Maurer der einzige Spieler im Kader, der alle 34 Spiele über die volle Länge bestritt.
Im Sommer 2011 sollte Rukavina aufgrund der angespannten finanziellen Situation verkauft werden. Als Nachfolger auf der rechten Verteidigerposition wurde Dennis Malura verpflichtet, der an den ersten beiden Spieltagen folglich auch in der Startelf stand. Beim dritten Pflichtspiel der Spielzeit, der Pokal-Erstrundenbegegnung in Osnabrück wurde Rukavina für Malura zur Halbzeit eingewechselt und war fortan wieder in der rechten Verteidigung gesetzt. Nachdem er am Ende der Sommertransferperiode keinen neuen Verein gefunden hatte, bestritt er bis zum Saisonende alle Pflichtspiele; lediglich einmal fehlte er verletzungsbedingt. Ein Angebot zur Vertragsverlängerung zu reduzierten Bezügen lehnte Rukavina im Frühjahr 2012 ab. Er verließ den TSV 1860 somit nach Abschluss der Spielzeit 2011/12. Insgesamt hatte er für den Verein 112 Liga- und sieben Pokalspiele bestritten.
Zur Saison 2012/13 wechselte Rukavina in die spanische Primera División zu Real Valladolid. Im Juli 2014 ging er zum FC Villarreal.
Im Juli 2018 wechselte Rukavina nach Kasachstan zum FK Astana. Dort beendete er im November 2021 seine aktive Laufbahn.

### Nationalmannschaft
Rukavina gehörte zum Aufgebot der serbischen Mannschaft bei der U-21-Fußball-Europameisterschaft 2007, in deren Finale man den Niederlanden mit 1:4 unterlag. Er spielte insgesamt siebenmal für die U-21.
Sein Debüt als serbischer A-Nationalspieler gab Rukavina im Juni 2007 beim 2:0-Auswärtssieg gegen Finnland. 2010 gehörte er zum serbischen Aufgebot bei der WM in Südafrika, kam allerdings nicht zum Einsatz. Auch 2018 nahm er mit Serbien an der Fußball-WM teil. Hier wurde er beim 1:0-Sieg gegen Costa Rica eingewechselt und spielte bei der 0:2-Niederlage gegen Brasilien von Beginn an. Serbien schied nach der Vorrunde aus.

## Erfolge
- Kasachischer Meister: 2018, 2019

## Privates
Antonio Rukavina ist seit 2010 verheiratet und seit dem 26. Oktober 2010 Vater eines Sohnes.